# ウッドブリッジ (ニュージャージー州)
ウッドブリッジ・タウンシップ（英: Woodbridge Township）は、アメリカ合衆国ニュージャージー州のミドルセックス郡にあるタウンシップである。ニューヨーク近郊に位置している。人口は10万3639人（2020年）。
ウッドブリッジ・タウンシップはニュージャージー州のタウンシップでは最古のものであり、その名称は1664年初秋にマサチューセッツのニューベリーから移ってきたジョン・W・ウッドブリッジ（1613年-1691年）にちなんで名付けられ、町はイングランド王チャールズ2世から1669年6月1日に王室勅許を得ていた。1693年10月31日に再度法人化された。1798年2月21日、ニュージャージー州議会の法、タウンシップ法の下に州で最初に法人化された104タウンシップの1つとなった。タウンシップに入っていた領域の一部が、ラーウェイ（1858年4月19日）、ラリタン・タウンシップ（1870年3月17日、現代の エジソン・タウンシップ）、ルーズベルト（1906年4月11日、現在のカートレット）の各町を作るために分割された。
マサチューセッツの古物商ジョシュア・コフィンに拠れば、ウッドブリッジの初期開拓者として、「1813年のクィーンズタウンの戦いで戦死したゼブロン・モンゴメリー・パイク将軍の先祖であるジョン・パイク大尉、ニュージャージー州第4代知事を務めたジョセフ・ブルームフィールドの祖先であるトマス・ブルームフィールド（ブルームフィールド・タウンシップの名前の元になった）、ジョン・ビショップのシニアとジュニア、ジョナサン・ヘインズ、ヘンリー・ジャックス、ジョージ・マーチ、スティーブン・ケント、エイブラハム・トッパン・ジュニア、エリシャ・アイルリー、ヒュー・マーチ、ジョン・ブルームフィールド、サミュエル・ムーア、ナサニエル・ウェブスター、ジョン・アイルリーなどがいた」。ウッドブリッジにはニュージャージーで最初の製粉所が据えられた。この製粉所はジョナサン・シングルタリー・ダナムが建てた。ダナムはジョセフ・ブルームフィールドの親戚であるメアリー・ブルームフィールドと結婚した。

## 地理
アメリカ合衆国国勢調査局に拠れば、領域全面積は24.507 平方マイル (63.473 km2)であり、このうち陸地23.213 平方マイル (60.122 km2)、水域は1.294 平方マイル (3.350 km2)で水域率は5.28%である。
ウッドブリッジは、エジソン・タウンシップ、パースアンボイ市、セイアービル・ボロ、ユニオン郡のリンデン市、クラーク・タウンシップ、ラーウェイ市、ニューヨーク市のスタテン島と接している。
ウッドブリッジの市外局番は732と848が使われている。

### 地区
ウッドブリッジ・タウンシップの中には多くの地区が存在している。幾つかはそれぞれの郵便番号を持ち、多くはアメリカ合衆国国勢調査局によって国勢調査指定地域になっているが、法人化はされておらず、タウンシップの中の地区として、ウッドブリッジ・タウンシップを構成している。その地区は以下の通りである。
- アブネル（2010年国勢調査による人口は17,011人[29])
- コロニア（同17,795人[30])
- フォーズ（同15,187人[31])
- イズリン（同18,695人[32])
- ポートレディング（同3,728人[33])
- シウォーレン（同2,756人[34])
- ウッドブリッジ（同19,265人[35])

その他タウンシップの中にその一部または全部が入っている未編入領域としては、ボイントンビーチ、デマレストヒルトップ、エドガーズ、フェアフィールド、ヘイゼルトン、ホープローン、キーズビー、リンウッドオークス、メンローパークテラス、オストランダー、セントスティーブンス、サンドヒルズ、ショアビュー、ユニオン、ウッドブリッジオークスがある。

## 人口動態

### 2010年国勢調査
以下は2010年国勢調査による人口統計データである。
| 基礎データ - 人口: 99,585 人 - 世帯数: 34,615 世帯 - 家族数: 25,754 家族 - 人口密度 :1,656.4人/km2（4,290.0 人/mi2） - 住居数: 36,124 軒 - 住居密度: 600.9軒/km2（1,556.2 軒/mi2） 人種別人口構成 - 白人: 59.18% - アフリカン・アメリカン: 9.85% - ネイティブ・アメリカン: 0.32% - アジア人: 22.42% - 太平洋諸島系: 0.04% - その他の人種: 5.28% - 混血: 2.91% - ヒスパニック・ラテン系: 15.63% 年齢別人口構成 - 18歳未満: 21.6% - 18-24歳: 7.9% - 25-44歳: 29.7% - 45-64歳: 28.1% - 65歳以上: 12.6% - 年齢の中央値: 39歳 - 性比（女性100人あたり男性の人口） - 総人口: 98.9 - 18歳以上: 98.0 | 世帯と家族（対世帯数） - 18歳未満の子供がいる: 33.6% - 結婚・同居している夫婦: 57.2% - 未婚・離婚・死別女性が世帯主: 12.4% - 非家族世帯: 25.6% - 単身世帯: 21.4% - 65歳以上の老人1人暮らし: 9.0% - 平均構成人数 - 世帯: 2.79人 - 家族: 3.27人 収入と家計（2006年から2010年のアメリカン・コミュニティ・サーベイ統計） - 収入の中央値 - 世帯: 79,277米ドル - 家族: 88,656米ドル - 性別 - 男性: 60,139米ドル - 女性: 46,078米ドル - 人口1人あたり収入: 32,144米ドル - 貧困線以下 - 対人口: 5.0% - 対家族数: 3.8% - 18歳未満: 6.9% - 65歳以上: 6.6% |

### 2000年国勢調査
以下は2000年国勢調査による人口統計データである。
| 基礎データ - 人口: 97,203 人 - 世帯数: 34,562 世帯 - 家族数: 25,437 家族 - 人口密度: 1,631.0人/km2（4,224.5 人/mi2） - 住居数: 35,298 軒 - 住居密度: 592.3軒/km2（1,534.1 軒/mi2） 人種別人口構成 - 白人: 70.83% - アフリカン・アメリカン: 8.75% - ネイティブ・アメリカン: 0.17% - アジア人: 14.46% - 太平洋諸島系: 0.02% - その他の人種: 3.30% - 混血: 2.46% - ヒスパニック・ラテン系: 9.21% | 年齢別人口構成 - 18歳未満: 22.4% - 18-24歳: 7.1% - 25-44歳: 34.8% - 45-64歳: 22.3% - 65歳以上: 13.4% - 年齢の中央値: 37歳 - 性比（女性100人あたり男性の人口） - 総人口: 100.2 - 18歳以上: 99.0 世帯と家族（対世帯数） - 18歳未満の子供がいる: 33.0% - 結婚・同居している夫婦: 58.1% - 未婚・離婚・死別女性が世帯主: 11.4% - 非家族世帯: 26.4% - 単身世帯: 21.7% - 65歳以上の老人1人暮らし: 9.0% - 平均構成人数 - 世帯: 2.71人 - 家族: 3.19人 | 収入と家計 - 収入の中央値 - 世帯: 60,683米ドル - 家族: 68,492米ドル - 性別 - 男性: 49,248米ドル - 女性: 35,096米ドル - 人口1人あたり収入: 25,087米ドル - 貧困線以下 - 対人口: 4.8% - 対家族数: 3.2% - 18歳未満: 4.7% - 65歳以上: 5.3% |

ウッドブリッジ人口の9.19%がその先祖をインド系と申告しており、その比率では国内第10位、ニュージャージー州では第5位となっている（州内で上位に来るのはエジソン・タウンシップの17.75%、プレーンズボロの16.97%、ピスカタウェイ・タウンシップの12.49%、サウスブランズウィック・タウンシップの10.48%）。

## 経済
ウッドブリッジ・センター、広さ1,633,000平方フィート (151,700 m2) の賃貸用商業空間。ニュージャージー州内ではウェストフィールド・ガーデン・ステート・プラザとフリーホールド・レースウェイ・モールに次いで第3位の大きさ
スーパーマーケットチェーンのショップライトのオーナー、ウェイクファーン・フード・コーポレーションがタウンシップ内キーズビーに本社を置いている。

## 公園とレクリエーション
ウッドブリッジ・コミュニティセンター、YMCAの認めたコミュニティセンター、ジム、プール、コミュニティルーム、遊技場があり、アリーナはローラースケートのリンクにアーケードとアイススケートのリンクがあり、スペシャル・ホッケー・インターナショナルのチーム、ウッドブリッジ・ウォリアーズの本拠地である。ウォリアーズがこのリンクで練習とホームゲームを行い、毎年夏のアメリカン・スペシャル・ホッケー協会スペシャルニーズ・ホッケーの日キャンプを開催している

## 政府

### タウンシップ政府
ウッドブリッジ・タウンシップはフォークナー法（正式には選択的自治体認証法と呼ばれる）の首長・立法委員会の政府形態を採っている。1人の首長と9人の委員による立法委員会で構成され、全て任期は4年間、11月の一般選挙の一部と直接党派選挙で選ばれる。2年毎に半数が改選される。委員会の委員4人は全タウンシップを選挙区に、残り5人は小選挙区5つからそれぞれ1人が選ばれる。タウンシップ長と全タウンシップを選挙区に選ばれる4人の委員が同時に選挙され、その2年後に小選挙区の5人の委員が選ばれる。
タウンシップ長は、違法銃器に反対する自治体首長同盟のメンバーである。この同盟は「街角を離れて違法銃器を取得することで、大衆を安全にする」ことを目標とする超党派団体である。ボストン市長とニューヨーク市長が共同議長を務めている。

### 連邦、州、郡への代表

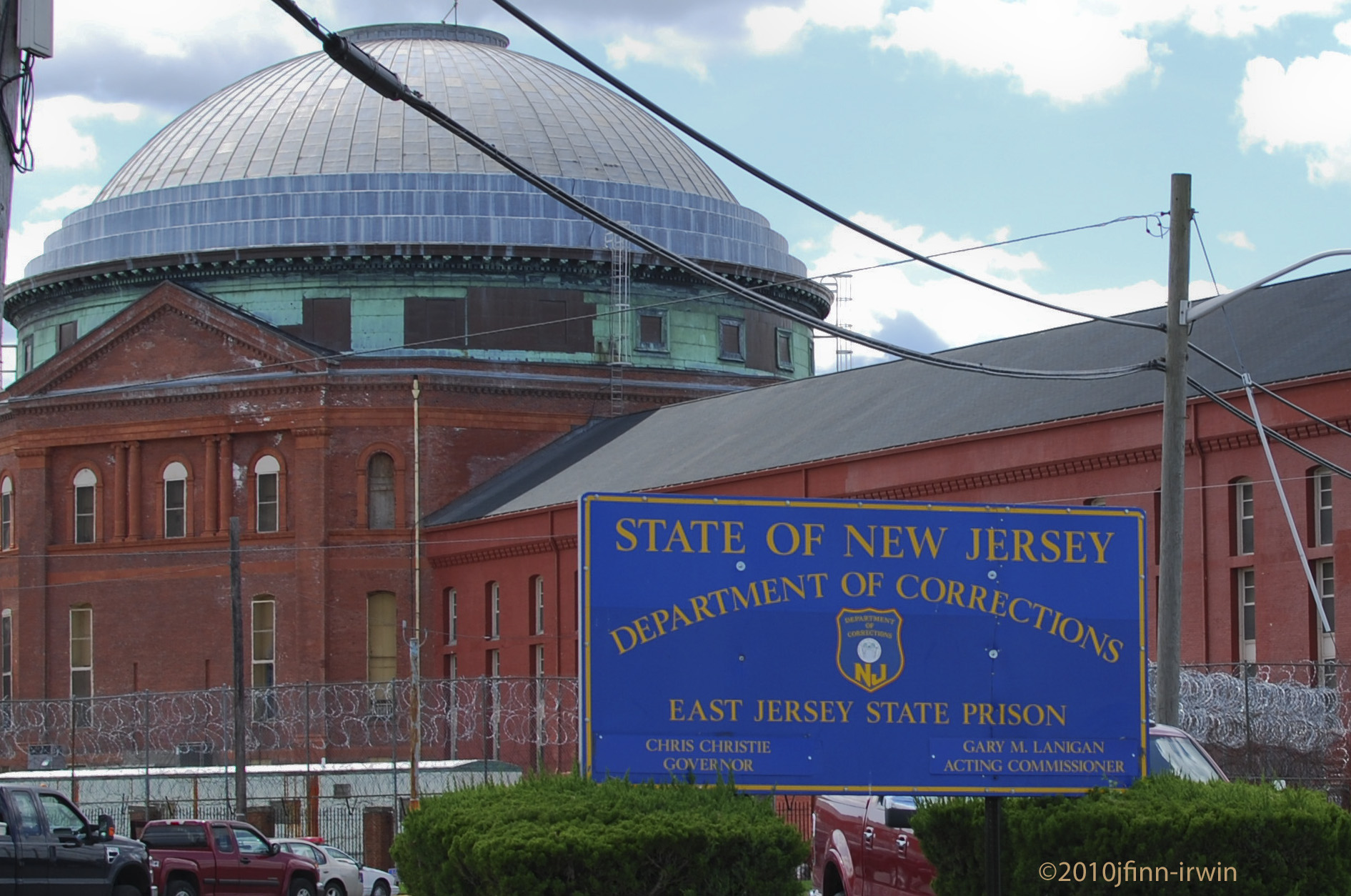
東ジャージー州立刑務所

ウッドブリッジ・タウンシップはアメリカ合衆国下院議員の選挙で、ニュージャージー州第6選挙区に属している。2010年国勢調査以前は、第7選挙区と第13選挙区に入っていたが、2012年11月の一般選挙の結果に基づき、ニュージャージー州地区見直し委員会が行った修正が2013年1月に有効となった。州議会下院では第19選挙区に入っている。

### 政治
2011年3月23日時点で、登録有権者総数は54,674 人であり、そのうち20,900 人、38.2%が民主党に、6,135 人、11.2%が共和党に、27,611 人、50.5%が無党派に登録されている。その他の政党は28人である。
2012年アメリカ合衆国大統領選挙では、民主党のバラク・オバマは22,386票、62.2%、共和党のミット・ロムニーが13,200票、36.7%、その他の候補者が386票、1.1%という結果だった。登録有権者55,262 人のうち、36,301 人、65.7%が投票し、329票が無効だった。
2008年アメリカ合衆国大統領選挙では、民主党のバラク・オバマは21,590票、55.9%、共和党のジョン・マケインが16,251票、42.0%、その他の候補者が472票、1.2%という結果だった。登録有権者55,075 人のうち、38,657 人、70.2%が投票した。2004年アメリカ合衆国大統領選挙では、民主党のジョン・ケリーが19,662票、53.5%、共和党のジョージ・W・ブッシュが16,589票、45.1%、その他の候補者が367票、0.7%だった。登録有権者51,913 人のうち、36,770 人、70.8%が投票した。
2013年ニュージャージー州知事選挙では、共和党のクリス・クリスティが12,122票、58.9%、民主党のバーバラ・ブオノが8,183票、39.7%、その他の候補者が286票、1.4%だった。登録有権者56,121 人のうち、21,064 人、37.5%が投票した。473票が無効票だった。
2009年ニュージャージー州知事選挙では、共和党のクリス・クリスティが11,987票、50.1%、民主党のジョン・コーザインが10,029票、41.9%、独立系のクリス・ダゲットが1,710票、7.2%、その他の候補者が261票、1.1%だった。登録有権者53,843 人のうち、23,913 人、44.4%が投票した。

## 教育
ウッドブリッジ・タウンシップ教育学区が幼稚園から12年生の教育を管轄している。学区内の全ての学校は中部州カレッジ学校協会中等学校委員会によって認証されている。学区内の高校3校では、飛び級、カレッジ予備、経営、職業、さらに共同作業/研究プログラムなど150以上のコースがある。
2011年から2012年の教育年度では、24の学校に13,109 人の児童生徒が学び、教師は常勤換算で1,029.2 人、生徒・教師比率は12.74対1だった。学区内の学校は以下の通りである。生徒数は教育統計全国センターによる。
- モービー通り小学校 #1[79]、幼稚園から5年生、児童数320人
- アブネル通り小学校 #4&5[80]、幼稚園から5年生、児童数602人
- ポートレディング小学校 #9[81]、幼稚園から5年生、児童数396人
- ロス通り小学校 #11[82]、幼稚園から5年生、児童数421人
- フォード・アベニュー小学校 #14[83]、幼稚園から5年生、児童数214人
- インディアナ・アベニュー小学校 #18[84]、幼稚園から5年生、児童数493人
- メンローパークテラス小学校 #19[85]、幼稚園から5年生、児童数327人
- クレアモント・アベニュー小学校 #20[86]、幼稚園から5年生、児童数346人
- オークリッジハイツ小学校 #21[87]、幼稚園から5年生、児童数265人
- リンクレスト小学校 #22[88]、幼稚園から5年生、児童数374人
- ウッドバイン・アベニュー小学校 #23[89]、幼稚園から5年生、児童数461人
- ケネディパーク小学校 #24[90]、幼稚園から5年生、児童数369人
- ラファイエットエステイツ小学校 #25[91]、幼稚園から5年生、児童数534人
- ロバート・メシェニク小学校 #26[92]、幼稚園から5年生、児童数290人
- ペンシルベニア・アベニュー小学校 #27[93]、幼稚園から5年生、児童数224人
- マシュー・イェーゴ小学校 #28[94]、幼稚園から5年生、児童数433人
- アブネル中学校[95]、6年生から8年生、生徒数602人
- コロニア中学校[96]、6年生から8年生、生徒数621人
- フォーズ中学校[97]、6年生から8年生、生徒数699人
- イズリン中学校[98]、6年生から8年生、生徒数625人
- ウッドブリッジ中学校[99]、6年生から8年生、生徒数453人
- コロニア高校[100]、9年生から12年生、生徒数1,389人
- ジョン・F・ケネディ記念高校[101]、9年生から12年生、生徒数1,380人
- ウッドブリッジ高校[102]、9年生から12年生、生徒数1,411人

## 交通

### 道路と高規格道
2010年5月時点で、タウンシップの中には総延長303.32マイル (488.15 km) の道路がある。そのうち244.16マイル (392.94 km) がタウンシップの保守に、28.79マイル (46.33 km) がミドルセックス郡、17.69マイル (28.47 km) がニュージャージー州交通省、12.68マイル (20.41 km) はニュージャージー・ターンパイク管理局の管轄である。
ガーデン・ステイト公園道路がタウンシップ内に7.5マイル (12.1 km) 通っており、出口は127番と131番がある。南のセイアービルと北のクラークを繋いでいる。ニュージャージー・ターンパイク（州間高速道路95号線）もウッドブリッジの中を約5.25マイル (8.4 km) 通っており、出口11番（ゲートが24ある料金所）がある。途中のグロバー・クリーブランド・サービスエリアは、インターチェンジ11番と12番の間、北向きのマイルポスト92.9にあり、トマス・エジソン・サービスは同じくインターチェンジ11番と12番の間、南行きマイルポスト92.9にある。
アメリカ国道1号線と同9号線がタウンシップ内を通り、北に進むと合流している。その他、ニュージャージー州道27号線、同35号線、同184号線、同440号線が通っている。
ガーデン・ステイト公園道路の中にある15車線のドリスコル橋とアメリカ国道9号線にある6車線のエジソン橋がラリタン川に架かり、北のウッドブリッジと南のセイアービルを繋いでいる。
1929年、アメリカ合衆国で初の四つ葉のクローバー型インターチェンジが州道25号線（現在の国道1号線、9号線合流路）と州道4号線（現在は州道35号線）の交差点に開通した。

### 公共交通機関
ウッドブリッジ・タウンシップ内には鉄道の駅が3つある。メトロパーク駅、アブネル駅、ウッドブリッジ駅である。ニュージャージー・トランジットの北東回廊線ではメトロパーク駅に停車し、同じく北ジャージ海岸線はアブネルとウッドブリッジ駅で停車する。メトロパーク駅はアムトラックの「北東回廊」列車も停車し、北東のボストン、ニューヨーク市ペンシルベニア駅、ニューアーク市ペンシルベニア駅、南のフィラデルフィア、ワシントンD.C.を結んでいる。
ニュージャージー・トランジットのバスでは、115系統と116系統でニューヨーク市マンハッタン、ミッドタウンにあるポート・オーソリティ・バスターミナルへ、48系統でエリザベス市と結ばれ、また地方便の801系統から805系統、810系統、813系統、815系統が走っている。

## 見どころ
- ジョナサン・シングルタリー・ダナム邸、ニュージャージー最初期の製粉所近くに、植民地議会議員だったジョナサン・シングルタリー・ダナムが建設した。バラク・オバマ大統領はダナムの8代目の子孫である[115][116][117]
- 成人診断治療センター、ニュージャージー州矯正省が運営する矯正施設である。タウンシップ内アブネル地区にあり、刑が確定した性犯罪者の治療を行う[118]
- 東ジャージー州立刑務所、ウッドブリッジとラーウェイとの境界にある男性刑務所、しかし郵便用住所はラーウェイとなっており、1988年までラーウェイ州立刑務所と呼ばれていた[119]
- J・J・ビッティング・ブルーイング社、1997年設立、1933年の禁酒法撤廃後、ウッドブリッジ・タウンシップ内では最初の地ビール製造者、昔はJ・J・ビッティング石炭社やウッドブリッジの農業社会に貢献したフィード・デポの入っていた築100年のレンガ造り建物を修復して3階建てのレストランがある[120]
- セントジェームズ・カトリック教会、1860年設立、ローマ・カトリック教会メタチェン教区の中では最大級の小教区となった[121]。

## 著名な出身者
ウッドブリッジ・タウンシップで生まれ、居住し、あるいは密接な関わりがあった著名人は以下のとおりである。
- ディス・プラン（1942年–2008年）、カンボジアの報道写真家、キリング・フィールドの生存者、映画『キリング・フィールド』の題材となった、「ニューヨーク・タイムズ」と契約、人権運動家[122]
- ケルシー・グラマー（1955年 - ）、俳優、テレビドラマ『そりゃないぜ!? フレイジャー』や『チアーズ』に出演[123]
- ドーン・マリー（1970年 - ）、プロレスのパーソナリティ[124]
- リッチー・サンボラ（1959年 - ）、ミュージシャン、バンド・ボン・ジョヴィの元メンバー[125]